# Thấu kính từ

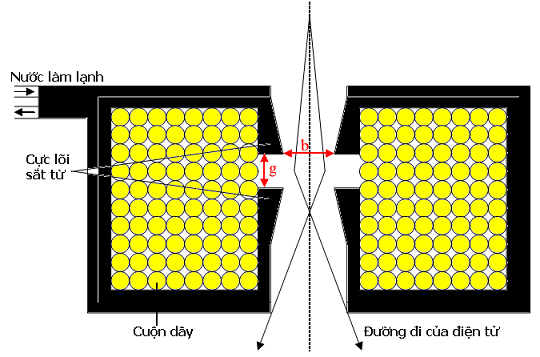
Cấu trúc cắt ngang của một thấu kính từ sử dụng trong kính hiển vi điện tử truyền qua.

Thấu kính từ (tiếng Anh: Magnetic lens) là một loại thấu kính hay một loại thiết bị dùng để hội tụ hoặc làm lệch chùm hạt mang điện tích (ví dụ như điện tử, ion...) dưới tác dụng của lực từ do từ trường trong thấu kính tác dụng lên chùm hạt. Khả năng hội tụ hoặc làm lệch chùm hạt có thể thay đổi nhờ việc thay đổi từ trường trong thấu kính. Thấu kính từ được sử dụng trong các thiết bị điều khiển chùm hạt, mà nhiều nhất là trong các kính hiển vi điện tử, ống tia catốt...

## Cấu trúc của thấu kính từ
Về mặt bản chất, thấu kính từ là một nam châm điện. Từ trường được tạo ra trong khe hẹp nhờ một hệ các cuộn dây cuốn quanh lõi làm bằng vật liệu từ mềm). Có thể tưởng tượng thấu kính từ như một đường cống với từ trường sản sinh ra từ thành cống. Từ trường trong thấu kính được thay đổi bằng cách thay đổi cường độ dòng điện trong cuộn dây. Vì cuộn dây mang dòng điện nên nó tỏa rất nhiều nhiệt và đòi hỏi một hệ làm lạnh (thông thường bằng nước, dầu, nitơ lỏng...). Cấu trúc cực nam châm của thấu kính từ sẽ theo kiểu 2 cặp cực đặt chéo nhau thành một vòng liên tục N-S-N-S.
Nguyên lý sơ khai về thấu kính từ bắt đầu được phát triển từ năm 1858 khi Plücker ghi nhận sự lệch của chùm tia catốt trong từ trường., và sau đó được phát triển để xây dựng nên dao động ký vào năm 1897 bởi Ferdinand Braun.. Vào năm 1891, hiệu ứng lệch chùm tia này được Riecke nhận ra và phát triển thành một thấu kính từ đơn giản cho phép hội tụ các chùm tia điện tử, và sau đó lý thuyết về thấu kính từ được phát triển bởi Hans Busch trong công trình xuất bản năm 1926 

## Quang sai của thấu kính từ

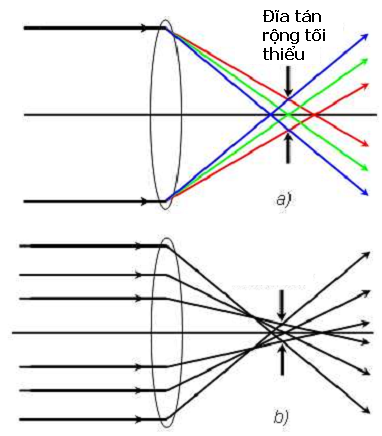
Hai loại quang sai, sắc sai (a): chùm hạt có bước sóng khác nhau do đó chùm tia song song không hội tụ tại một điểm mà tạo thành một đĩa, cầu sai (b): chùm tia càng xa trục chính càng bị kém hội tụ.

Quang sai về mặt bản chất là sự kém hoàn hảo của thấu kính. Nếu một thấu kính từ hoàn hảo về mặt quang học, nó phải chuyển hóa mọi điểm trên vật thành một điểm ảnh tương ứng, và cho hình ảnh hình chiếu hai chiều chính xác về mặt hình học của vật. Trên thực tế, việc hội tụ một chùm hạt mang điện có năng lượng cao thường không dễ dàng và lúc đó hiệu ứng quang sai bị xuất hiện.

### Sắc sai
Sắc sai liên quan đến sự kém đơn sắc trong bước sóng của chùm hạt mang điện. Một chùm hạt mang điện chuyển động sẽ tương ứng với một bó sóng có nhiều bước sóng khác nhau, hay bản chất là do mỗi hạt mang điện sẽ có động năng khác nhau. Do đó, các sóng có bước sóng khác nhau sẽ hội tụ tại các tiêu điểm khác nhau, tạo ra một đĩa tán rộng tối thiểu trên mặt phẳng tiêu (hiệu dụng) của thấu kính, thay vì là chùm tia song song hội tụ tại một điểm như nguyên lý của quang hình học. Trên thực tế, sắc sai là quang sai tồn tại ở bất kỳ dạng thấu kính nào (kể cả thấu kính thủy tinh) do tính chất không đơn sắc của bức xạ.
Hiện nay, người ta đã có nhiều cách khác nhau để khắc phục điều này, ví dụ như sử dụng chùm điện tử phát ra từ súng phát xạ trường có độ đơn sắc rất cao, hoặc sử dụng bộ lọc năng lượng, làm tán xạ đi các điện tử có năng lượng không mong muốn, do đó làm tăng độ đơn sắc của sóng.

### Cầu sai
Cầu sai là dạng quang sai chỉ có trong các thấu kính từ do sự phân bố từ trường không hoàn hảo. Sự kém hoàn hảo này dẫn đến việc các chùm tia ở xa trục chính sẽ hội tụ kém hơn so với các chùm tia đi gần trục chính và do đó cũng tạo ra một đĩa tán rộng thay vì hội tụ tại một điểm.
Hiện nay, việc loại trừ cầu sai đang là một vấn đề lớn của kỹ thuật hiển vi điện tử nhằm tạo ra các kính hiển vi điện tử truyền qua có độ phân giải siêu cao, dưới mức nguyên tử.